# 孟宁友
孟宁友（1963年1月8日—），聖名保禄，中国天主教神父，2013年起任天主教太原总教区主教。

## 经历
1991年6月29日晋铎，2010年9月16日受教宗委任成为主教，2013年11月24日任太原总主教。